# Lago Kritzower
El lago Kritzower (en alemán: Kritzowersee) es un lago situado en el distrito de Ludwigslust-Parchim, en el estado de Mecklemburgo-Pomerania Occidental (Alemania), a una altitud de 60 metros; tiene un área de 63 hectáreas.
Se encuentra ubicado junto a la ciudad de Kritzow, que le da nombre.